# Light Tank Mk VI
Light Tank MkVI (slovensko: Lahki tank MK VI) je bil britanski tank.

## Zgodovina
Tank je nastal v obdobju, ko se je Združeno kraljestvo preoboroževalo. Britanci so hoteli s serijsko proizvodnjo zapolniti primankljaj tankov v tankovskih enotah (Royal Tank Regimentu in mechanized cavalry regiments). Preden je prišla nova verzija tega tanka, je bilo narejenih 91 primerkov. Osnovo verzijo so posodobili in ji dali oznako Mk VIA. Od osnovne verzije se je ta tank najbolj razlikoval po hladilne sistemu. Tanke te verzije so testirali v Egiptu, kjer se je odrezal zelo dobro, zato so ga uporabljali v toplejših delih kraljestva. V obdobju od novembra 1935 do januarja 1936 je bilo narejenih 85 tankov. Naslednja verzija je bila Mk VIB. Nastala je iz osnovne verzije, ki je bila zaradi mnogih mehaničnih težav poslana v Indijo, da oboroži indijsko vojsko. Vendar pa ta tank ni bil narejen za tropske pogoje, zato so se odločili, da ga izboljšajo. Plod tega razvijanja je bil tank Mk VIB. Med aprilom 1937 in januarjem 1940 je bilo narejenih 850 tankov. Zadnja verzija je bila Mk VIC. Pri tej verziji je bila zamenjana le oborožitev. Tank je oborožilo podjetje Besa. Med decembrom 1939 in junijem 1940 jih je bilo narejenih 130.